# Jean-François Ducos
Jean-François Ducos, född 26 oktober 1765 i Bordeaux, död 31 oktober 1793, var en fransk politiker. Han var farbror till Théodore Ducos.
Ducos var köpman i Bordeaux, invaldes 1791 i lagstiftande församlingen och 1792 i konventet. Ducos, som tillhörde girondens vänstra flygel hade ett inte obetydligt inflytande. Han avrättades 1793.